# اچ‌ام‌اس هاوند (جی۳۰۷)
اچ‌ام‌اس هاوند (جی۳۰۷) (به انگلیسی: HMS Hound (J307)) یک کشتی بود که طول آن ۲۲۵ فوت (۶۹ متر) بود. این کشتی در سال ۱۹۴۲ ساخته شد.